# Zülpich
Zülpich là một thị trấn ở Bắc sông-Bavaria, Đức nằm giữa Aachen và Bon. Nó thuộc về quận Euskirchen.
Thị trấn thường được đồng ý là địa điểm có tên Latin  Tolbiacum , nổi tiếng với Trận Tolbiac, chiến đấu giữa Franks dưới Clovis I và Alemanni; ngày truyền thống là 496, được sửa trong nhiều ghi chép hiện đại thành 506. Trận chiến được kỷ niệm theo tên của Rue de Tolbiac và Tolbiac Métro ga ở Paris.

## Hợp nhất
Vào ngày 1 tháng 1 năm 1969, các khu tự quản cũ Bessenich, Dürscheven, Enzen, Langendorf, Linzenich-Lövenich, Merzenich, Nemmenich, Oberelvenich, Rövenich, Sinzenich, Ülpenich, Weiler in der Ebene và Wichterich đã được hợp nhất vào quận Zülpich.  
Vào ngày 1 tháng 1 năm 1972 Bürvenich, Füssenich và Schwerfen (một phần của Veytal) đã được thêm vào.

## Hình ảnh

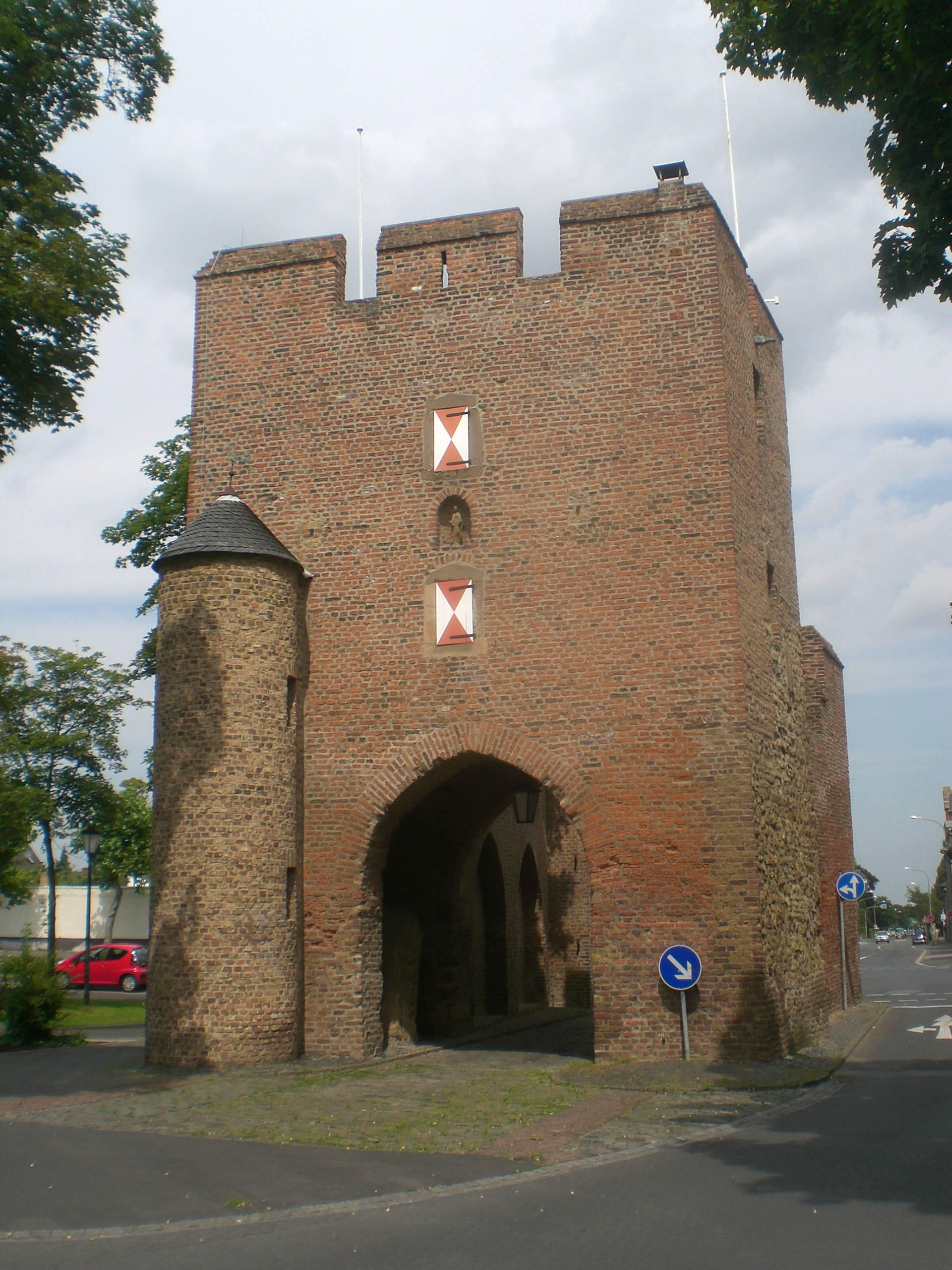
Cổng Zülpich Cologne

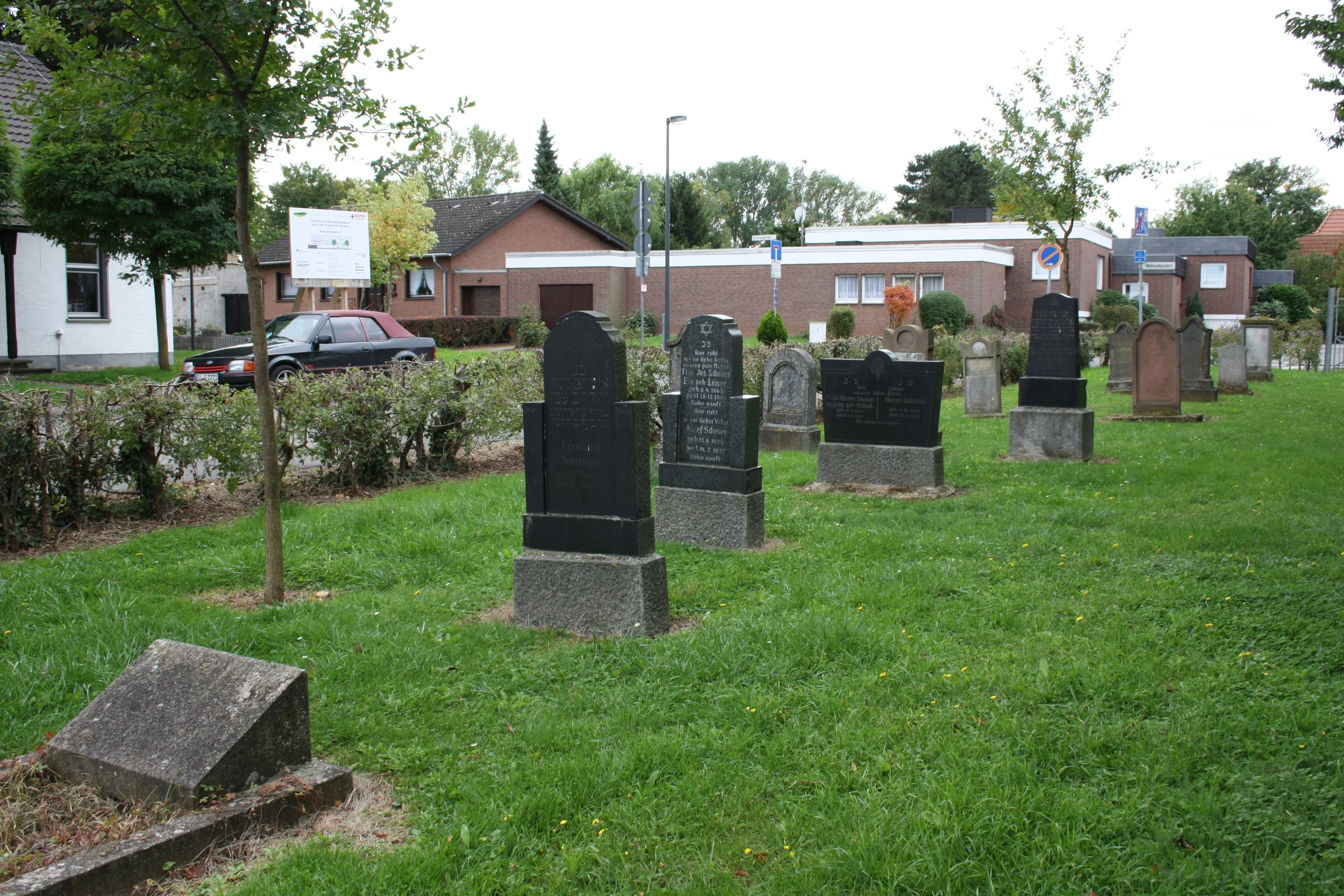
Nghĩa trang Do Thái Sinzenich

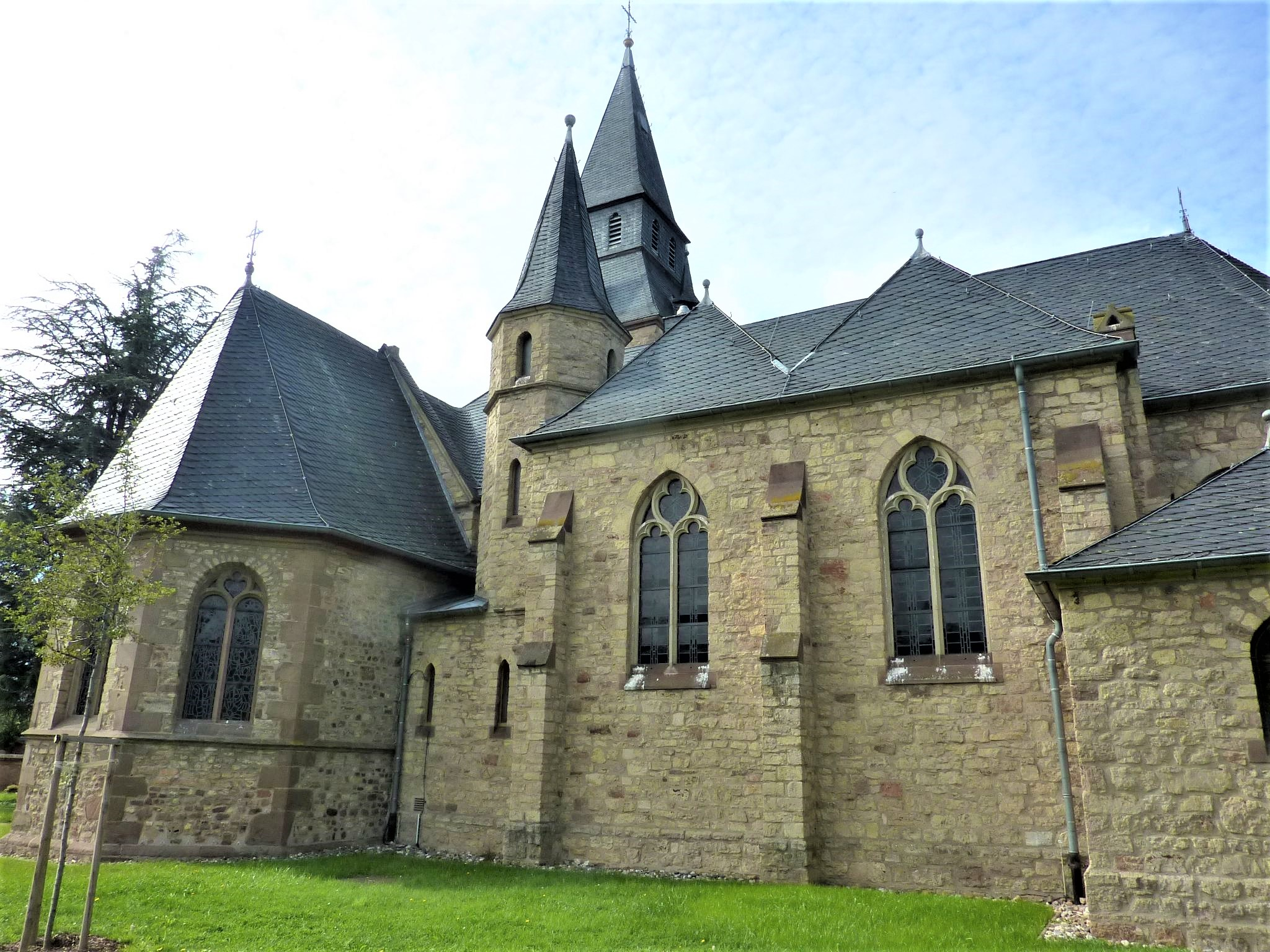
St. Gereon (Dürscheven)

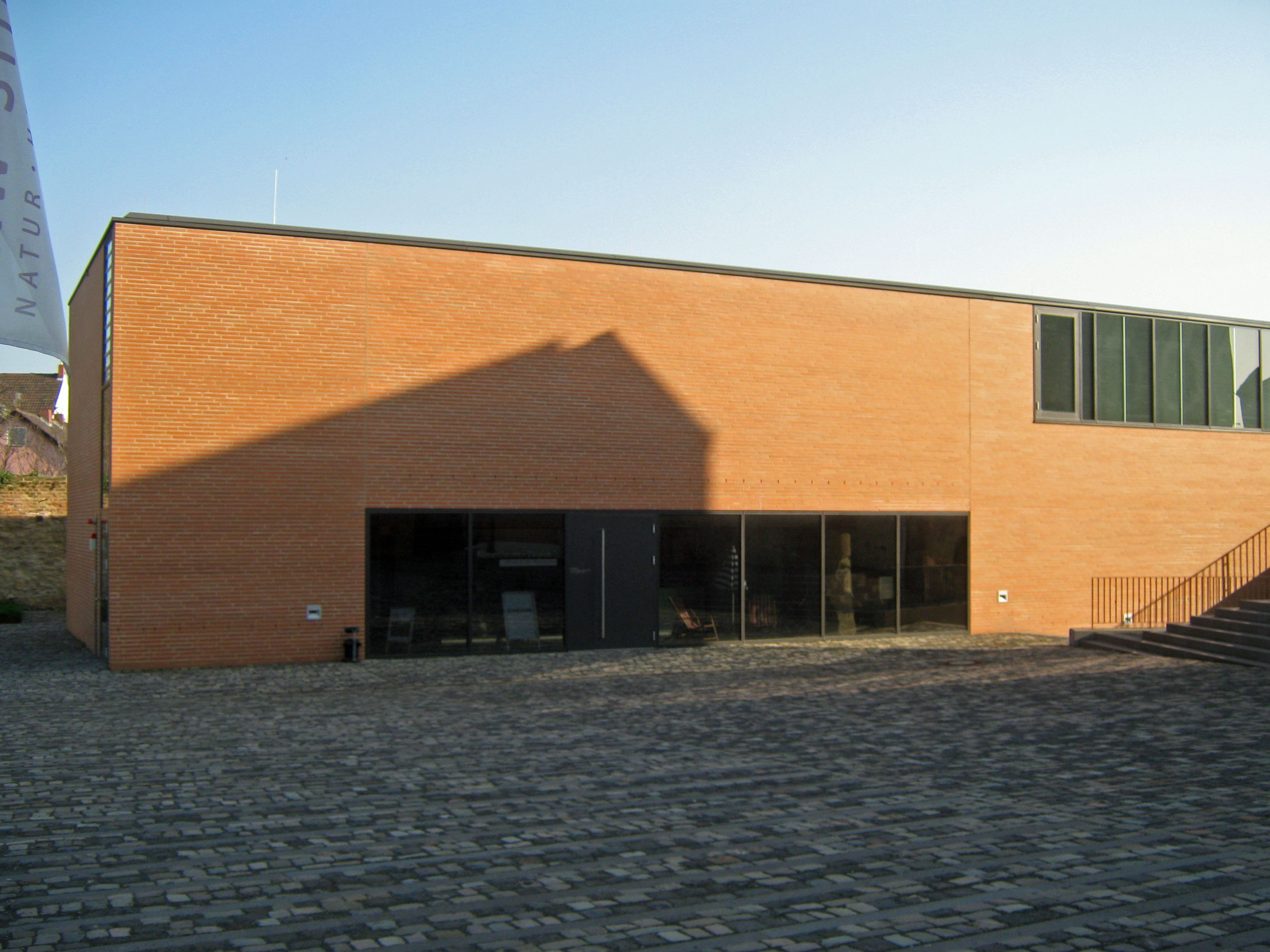
Bảo tàng Văn hóa tắm

## Cảnh quan
- Lâu đài Zülpich
- Wassersportsee Zülpich

## Kết nghĩa
- Blaye, Pháp
- Kangasala, Phần Lan
- Elst, Hà Lan

## Người đáng chú ý
- Ferdinand von Hompesch zu Bolheim, (1744-1805), Chưởng môn của Dòng Malta
- Theodor Weber, (1836-1906), giám mục
- Theo Breuer (sinh năm 1956), tác giả và biên tập viên
- Silke Rottenberg, (sinh năm 1972), cựu cầu thủ bóng đá quốc gia, lớn lên ở Zülpich
- Oliver Krischer, (sinh năm 1969), nhà sinh vật học và chính trị gia (The Greens), Thành viên của Bundestag từ năm 2009, sống ở Düren